# Ёмба
Ёмба (от вепсск. jom — «питьё (для человека); пойло (для скота)») — река в Вологодской области России, в Сямженском, Верховажском и Вожегодском районах. Левый приток Кубены. Длина 75 км, исток в болоте на восточных отрогах Верхневажской возвышенности. Ёмба течёт по холмистой и волнистой моренной равнине, нижнее течение — по озёрно-ледниковой плоской равнине. Уклон 0,66 м/км, коэффициент извилистости русла 2,7 — сильно извилистое русло. Значительных населённых пунктов на берегах Ёмбы нет.

## Притоки
(км от устья)
- 4 км: Серга (пр)
- 14 км: Вотчица (пр)
- 22 км: Неньга (лв)
- 26 км: Магреньга (лв)
- 37 км: Лудинга (пр)
- 47 км: Чёрная (пр)
- 53 км: Берёзовица (пр)

## Данные водного реестра
По данным государственного водного реестра России относится к Двинско-Печорскому бассейновому округу, водохозяйственный участок реки — озеро Кубенское и реки Сухона от истока до Кубенского гидроузла, речной подбассейн реки — Сухона. Речной бассейн реки — Северная Двина.
Код объекта в государственном водном реестре — 03020100112103000005450.